# Calymperes nymanii
Calymperes nymanii là một loài rêu trong họ Calymperaceae. Loài này được M. Fleisch. W.D. Reese mô tả khoa học đầu tiên năm 1984.